# Cruzille
Cruzille és un municipi francès, situat al departament de Saona i Loira i a la regió de Borgonya - Franc Comtat. L'any 2007 tenia 232 habitants.

## Demografia

### Població
El 2007 la població de fet de Cruzille era de 232 persones. Hi havia 100 famílies, de les quals 28 eren unipersonals (8 homes vivint sols i 20 dones vivint soles), 36 parelles sense fills, 28 parelles amb fills i 8 famílies monoparentals amb fills.
La població ha evolucionat segons el següent gràfic:
Habitants censats

### Habitatges
El 2007 hi havia 147 habitatges, 102 eren l'habitatge principal de la família, 31 eren segones residències i 14 estaven desocupats. 131 eren cases i 15 eren apartaments. Dels 102 habitatges principals, 73 estaven ocupats pels seus propietaris, 25 estaven llogats i ocupats pels llogaters i 4 estaven cedits a títol gratuït; 14 tenien dues cambres, 12 en tenien tres, 32 en tenien quatre i 44 en tenien cinc o més. 83 habitatges disposaven pel capbaix d'una plaça de pàrquing. A 50 habitatges hi havia un automòbil i a 45 n'hi havia dos o més.

### Piràmide de població
La piràmide de població per edats i sexe el 2009 era:
| Homes | Edats   | Dones |
| ----- | ------- | ----- |
| 0     | 95 o +  | 0     |
| 0     | 90 a 94 | 0     |
| 4     | 85 a 89 | 4     |
| 0     | 80 a 84 | 4     |
| 8     | 75 a 79 | 8     |
| 0     | 70 a 74 | 4     |
| 0     | 65 a 69 | 4     |
| 8     | 60 a 64 | 8     |
| 8     | 55 a 59 | 16    |
| 0     | 50 a 54 | 4     |
| 16    | 45 a 49 | 0     |
| 4     | 40 a 44 | 12    |
| 4     | 35 a 39 | 8     |
| 12    | 30 a 34 | 4     |
| 12    | 25 a 29 | 8     |
| 8     | 20 a 24 | 8     |
| 8     | 15 a 19 | 8     |
| 0     | 10 a 14 | 8     |
| 8     | 5 a 9   | 8     |
| 16    | 0 a 4   | 4     |

## Economia
El 2007 la població en edat de treballar era de 162 persones, 128 eren actives i 34 eren inactives. De les 128 persones actives 123 estaven ocupades (66 homes i 57 dones) i 5 estaven aturades (2 homes i 3 dones). De les 34 persones inactives 18 estaven jubilades, 7 estaven estudiant i 9 estaven classificades com a «altres inactius».

### Ingressos
El 2009 a Cruzille hi havia 105 unitats fiscals que integraven 240,5 persones, la mediana anual d'ingressos fiscals per persona era de 18.175 €.

### Activitats econòmiques
Dels 11 establiments que hi havia el 2007, 1 era d'una empresa de fabricació d'altres productes industrials, 1 d'una empresa de construcció, 1 d'una empresa de comerç i reparació d'automòbils, 1 d'una empresa immobiliària, 3 d'empreses de serveis, 1 d'una entitat de l'administració pública i 3 d'empreses classificades com a «altres activitats de serveis».
L'any 2000 a Cruzille hi havia 22 explotacions agrícoles que ocupaven un total de 416 hectàrees.

## Poblacions més properes
El següent diagrama mostra les poblacions més properes.